# 風味堂3
風味堂3（ふうみどう3）は風味堂のメジャー3枚目のアルバムである。2007年9月19日発売。

## 内容
前作から約1年ぶりに発売された3rdアルバム。前作同様に「グループ名＋アルバム枚数」というタイトルをファーストからこの作品まで貫くこととなった。また、今回は表紙を黒にしているが、この作品で初めて大幅な改訂が行われ、前作までのメンバーのシルエット部分は、この作品では同じ並びのまま本人が同じアングルで並ぶ写真を使用するものへと変わった。メンバー曰く「3枚目の黒いやつ」と呼んでほしいとのこと。初回限定盤にはBONUS LIVE CDと銘打った特典盤が付属しており、同年6月に行われたZepp Tokyoにおける「ナキムシのうた」「エクスタシー」「夜空を見上げて」「“おかえりなさい”が待っている」の4曲を収録している。

## 収録曲

### Disc 1
1. 半年ぶりのCome Back
ライヴツアー『今夜こっちコイヤ』で先行して歌われた新曲をCD初収録。今までの風味堂の曲で唯一ピアノを使用していない曲である。
2. 手をつないだら
7thシングル。
風味堂 恋空3部作の第一部である。
3. サヨナラの向こう側
9thシングル。
恋空3部作の完結篇。3部作の中で最大のヒットを記録し、この曲で自身2度目となる『ミュージック・ステーション』への出演を果たす。テレビ朝日系列『警視庁捜査ファイル～さくら署の女たち』の主題歌としても用いられ、3部作で唯一タイアップが付いた楽曲でもある。
4. My Way
DEPAPEPEとのコラボ曲。
5. いつかのLady
6. あなたは必ず強くなる
2007年 B.Y.Gライヴで先行して歌われた新曲をCD初収録。
7. カラダとカラダ
8thシングル。
恋空3部作の第二部。
8. そっとLove Song...
2007「プレミアムカルピス」CMソング。
後に10thシングル「メリークリスマス、、、。」のカップリングとしてリカット収録された。
9. イイコトしようよ
この曲には、中富の妻である都竹悦子がSEXY LADYとして参加している。
10. SOS
11. いっしょに～きよしこの夜～White Christmas～In The Mood
12. 僕が守るよ

### Disc 2
（LIVE at Zepp Tokyo 07.06.20）
1. ナキムシのうた
2. エクスタシー07 ギャングの集い
3. 夜空を見上げて
4. “おかえりなさい”が待っている

## 演奏
- 渡和久
  - Vocal
  - Background Vocal (#1-5.7-12)
  - Acoustic Piano (#2-12)
  - Fender Rhodes (#1.8)
  - Clavinet (#1.5)
  - Synthesizer (#2.11)
  - YAMAHA CP-80 (#2)
  - Keyboards (#3)
  - Glockenspiel (#8)
  - Rap (#9)
  - Clap (#12)

- 鳥口 JOHN マサヤ
  - Drums (#1-5.7-12)
  - Percussion (#1.2.4.8.10.11)
  - Rap (#9)
  - Clap (#12)
  - Background Vocal (#9.11.12)

- 中富雄也
  - Electric Bass (#1-5.7.8.11.12)
  - Upright Bass, Rap (#9)
  - Contrabass (#10)
  - Clap (#12)
  - Background Vocal (#9.11.12)

- 山本隆二
  - Synthesizer (#1.2)
  - Strings Arrangement (#8)
  - Hammond Organ, Horn Arrangement (#12)
- 飯田高広：Programming (#3.7)
- 金原千恵子ストリングス：strange (#3)
- 亀田誠治：Strings Arrangement (#3)
- DEPAPEPE：Acoustic Guitar (#4)
- 森俊之
  - Fender Rhodes (#5.9)
  - Mini-Moog Ensemble (#5)
  - Horn Arrangement (#9)
- 林部直樹：Electric Guitar (#7)
- 坂井“Lambsy”秀彰：Percussion (#7.12)
- 弦一徹ストリングス：Strings (#7)
- 本間昭光：Strings Arrangement (#7)
- TSUCHINOKO FIVE：Background Vocal (#7)
- CHICAストリングス：Strings (#8)
- 朝倉真司：Percussion (#9)
- 島裕介：Trumpet, Horn Arrangement (#9)
- 五十嵐誠
  - Trombone (#9.12)
  - Horn Arrangement (#9)
- 武嶋聡
  - Tenor Sax (#9.10.12)
  - Horn Arrangement (#9.10)
- SHO-ONE：Sexy Gentleman (#9)
- 都竹悦子：Sexy Lady (#9)
- 清水恒輔 (mama!milk)：Horn Arrangement (#10)
- 生駒祐子 (mama!milk)：Accordion (#10)
- 川上鉄平：Flugelhorn (#10)
- 島健：Horn Arrangement (#11)
- 奥村晶：Trumpet (#11)
- 中野勇介：Trumpet (#11.12)
- 村田陽一：Trombone (#11)
- 小池修：Tenor Sax (#11)
- 竹野昌邦：Alto Sax (#11)
- 吉田治：Baritone Sax (#11)
- MC KIDS：Boys & Girls Choir (#11)
- 後関好宏：Baritone Sax (#12)